# Clanis titan
Clanis titan là một loài bướm đêm thuộc họ Sphingidae. Nó được tìm thấy ở Ấn Độ và Nepal phía đông và phía nam through Myanma và tây nam Trung Quốc (Vân Nam) tới Thái Lan, Việt Nam và bán đảo Mã Lai.
Sải cánh dài 128–148 mm.

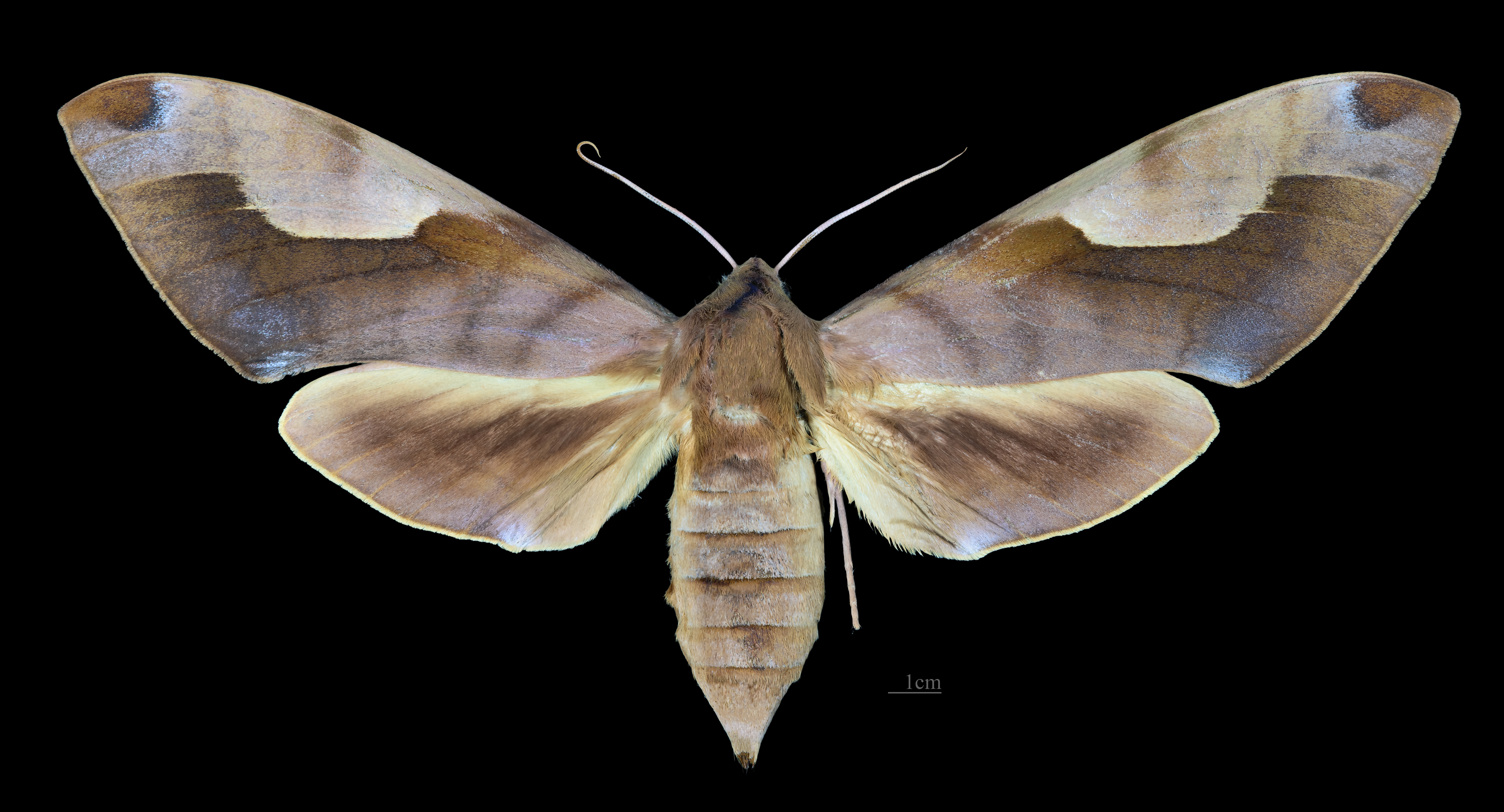
Clanis titan ♀
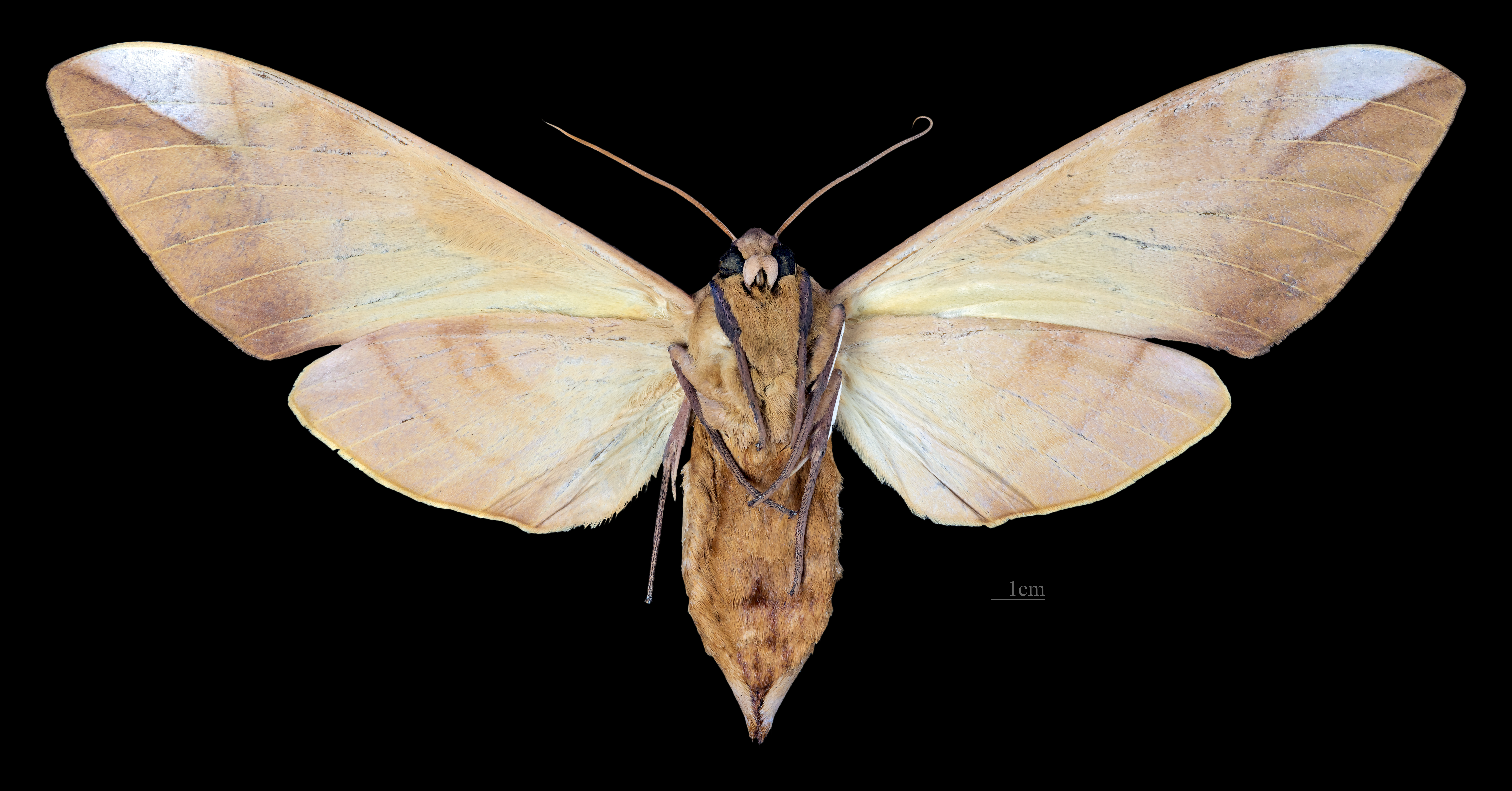
Clanis titan ♀ △

Ấu trùng ăn Pterocarpus marsupium ở Ấn Độ và Dalbergia olivieri in Laos và Thailand.